# Sucking in the Seventies
Sucking in the Seventies is een compilatiealbum van The Rolling Stones uit 1981. Het album bevat het materiaal van It's Only Rock 'n Roll (1974) tot aan Emotional Rescue (1980).
Uitgegeven in de lente van 1981, toen Tattoo You bijna voltooid was, bereikte het album de nummer 15 in de Verenigde Staten, waar het later goud werd. In het Verenigd Koninkrijk sloeg het album minder aan.
In 2005 werd Sucking in the Seventies geremasterd en herdrukt door Virgin Records.

## Nummers
- Alle nummers zijn geschreven door Mick Jagger en Keith Richards tenzij anders aangegeven.

1. Shattered – 3:46
2. Everything Is Turning to Gold (Mick Jagger,Keith Richards, Ron Wood) – 4:06
3. Hot Stuff – 3:30
4. Time Waits for No One – 4:25
5. Fool to Cry – 4:07
6. Mannish Boy (live) - (Ellas McDaniel, Mel London, McKinley Morganfield) – 4:38
7. When the Whip Comes Down (live) – 4:35
8. If I Was a Dancer (Dance Pt. 2) (Mick Jagger, Keith Richards, Ron Wood) – 5:50
9. Crazy Mama – 4:06
10. Beast of Burden – 3:27

## Hitlijsten

### Album
| Jaar | Hitlijst                  | Notering |
| ---- | ------------------------- | -------- |
| 1981 | Nederlandse Album Top 100 | 35       |
| 1981 | Billboard 200             | 15       |

### Singles
| Jaar | Single                         | Hitlijst               | Notering |
| ---- | ------------------------------ | ---------------------- | -------- |
| 1981 | If I Was A Dancer (Dance Pt.2) | Mainstream Rock Tracks | 26       |